# 天国は待ってくれる (1943年の映画)
『天国は待ってくれる』（てんごくはまってくれる、Heaven Can Wait）は、1943年のアメリカ合衆国のコメディ映画。
エルンスト・ルビッチ監督によるソフィスティケイテッド・コメディの一作で、同監督初のカラー映画（テクニカラー）である。
出演はジーン・ティアニーとドン・アメチーなど。
死後の世界にやってきた男が、閻魔大王を相手に自らが歩んできた人生を語るというストーリーで、レスリー・ブッシュ＝フェキート作の戯曲『Birthday』をサムソン・ラファエルソンが脚色し、音楽をアルフレッド・ニューマン、撮影をエドワード・クロンジェイガーが担当。第16回アカデミー賞でカラー撮影賞、監督賞および作品賞にノミネートされた。
1978年の映画『天国から来たチャンピオン』の原題も『Heaven Can Wait』であるが、こちらは1938年の舞台『Heaven Can Wait』を1941年に映画化した『Here Comes Mr. Jordan』（邦題：『幽霊紐育を歩く』）のリメイクであり、本作とは関係がない。また、2007年の日本映画『天国は待ってくれる』も無関係である。

## ストーリー
ヘンリー・ヴァン・クリーヴが地獄の受付にやってきた。彼は閻魔大王（原語では「His Excellency」）に迎えられる。閻魔大王はここへ来た人々に対して地獄行きか天国行きかを告げるのだが、ヘンリーは「これまでの人生を振り返れば、自分は地獄行きで当然だ」と言う。興味を抱いた閻魔大王の求めに応じてヘンリーは自分の生涯を語りはじめる。

ニューヨークに暮らす上流階級の家庭で甘やかされて育ったヘンリーは子供の頃からわがままで女好き。成人しても仕事につかず、祖父のヒューゴがくれる多額の小遣いで遊び回っている。いとこのアルバートは彼とは正反対の真面目な堅物で、成人してからは弁護士として働いている。
ある日ヘンリーは街で見かけた美女に一目惚れし、彼女が入った書店で店員のふりをして話しかけるが逃げられてしまう。
やがていとこのアルバートが婚約者マーサとその両親を紹介しにヴァン・クリーヴ家にやってくる。マーサこそ例の美女で、再び顔を合わせたマーサとヘンリーは驚く。マーサの両親はカンザスの富豪だが頑固で仲が悪く、マーサは実家から逃げ出したくてアルバートと婚約したのだった。ヘンリーはマーサを言葉巧みに口説き、二人は親族一同が集まるパーティーから逃げ出して結婚してしまう。
それから十年。ヘンリーは妻と一人息子とともにヴァン・クリーヴ家で暮らし、父の会社の経営を継いでいるが、ヘンリーの母親は相変わらず彼を甘やかしている。しかしヘンリーの浮気を知ったマーサが実家に戻ってしまう。祖父ヒューゴとともに追いかけていったヘンリーは屋敷に忍び込むとここでも言葉巧みに彼女を口説き、二人は屋敷を抜け出してニューヨークに戻る。
ヘンリーの女好きはその後も続き、四十五歳になった彼はュージカルの舞台で見た女優に惹かれて彼女を口説くが、彼女はヘンリーの息子と付き合っていた。息子も父親に似た女好きで、父から小遣いをもらっては遊び歩いている。
それでもヘンリーとマーサの幸せな家庭生活は、結婚二十五周年を迎えた後にマーサが亡くなるまで続いた。彼女の死後も若い女性を好むヘンリーの悪癖は直らない。
七十歳となり、身体が衰弱して床についたヘンリーは、中年の看護師を追い返し、続いてやってきた若く美しい看護師から口に体温計を差し込まれて興奮のあまり急死する。

話を聞き終えた閻魔大王はヘンリーに「あなたの地獄行きは認められない。天国であなたを待っている人たちがいるから」と告げ、“上”へ昇るエレベーターへとヘンリーを送り出すのであった。

## キャスト
- マーサ: ジーン・ティアニー
- ヘンリー・ヴァン・クリーヴ: ドン・アメチー
- ヒューゴ・ヴァン・クリーヴ: チャールズ・コバーン - ヘンリーの祖父。
- 閻魔大王: レアード・クリーガー（英語版）
- ランドルフ・ヴァン・クリーヴ: ルイス・カルハーン - ヘンリーの父。
- バーサ・ヴァン・クリーヴ: スプリング・バイイントン - ヘンリーの母。
- ストレイブル氏: ユージン・ポーレット - マーサの父。
- ストレイブル夫人: マージョリー・メイン - マーサの母。
- アルバート・ヴァン・クリーヴ: アリン・ジョスリン（英語版） - ヘンリーの従兄弟。
- フランス人メイド: シグネ・ハッソ（英語版）

## 作品の評価

### 映画批評家によるレビュー
Rotten Tomatoesによれば、13件の評論のうち高評価は85%にあたる11件で、平均点は10点満点中8.07点となっている。

### 受賞歴
第16回アカデミー賞で作品賞、監督賞、撮影賞（カラー）の3部門でノミネートされたが、いずれも受賞はならなかった。